# Бањо сир Лоан
Бањо сир Лоан (фр. Bagneaux-sur-Loing) је насељено место у Француској у региону Париски регион, у департману Сена и Марна.
По подацима из 2011. године у општини је живело 1695 становника, а густина насељености је износила 322,24 становника/km².

## Демографија
| 1962. | 1968. | 1975. | 1982. | 1990. | 2011. |
| ----- | ----- | ----- | ----- | ----- | ----- |
| 2.178 | 2.058 | 1.659 | 1.439 | 1.516 | 1.695 |